# Revista Catalana de Geografia
La Revista Catalana de Geografía es una publicación académica creada en 1978 a iniciativa de la Sociedad Catalana de Geografía, como canal de difusión de sus actividades. La revista fue creada e impulsada por el que sería su primer director, Josep Maria Puchades. Con el tiempo, después de una breve desaparición temporal, será adquirida y editada por el Instituto Cartográfico de Cataluña, y posteriormente por el que será su sucesor, el Instituto Cartográfico y Geológico de Cataluña.

## Primera época (1978-1982)
La revista fue creada por Josep Maria Puchades Benito, que a la vez fue su mecenas, financiador y primer director desde su creación en 1978 hasta el año de su deceso, en 1982, en que dejó temporalmente de publicarse. Durante esta época la publicación tuvo una periodicidad trimestral. El consejo de redacción lo formaron los geógrafos Pau Vila, Lluís Solé y Sabarís, Josep Iglésies y Fuerte, Enric Lluch y Martín, Maria de Bolòs y Capdevila, Lluís Casassas y Carles Carreras y Verdaguer. A partir del nº 5 (1979) se  produjeron algunos cambios, ampliándolo con la incorporación de los geógrafos Joan Villano y Valentí, Vicenç M. Rosselló y Verger, Bartomeu Barceló y Pons y Joan Becado. Hasta la muerte de Puchades, en 1982, se publicaron dieciocho números, de tamaño y periodicidad muy diversa, y varios trabajos de historia de la población de Ramon Alberch Fugueras, Antoni Simon Tarrés y Jaume Dantí Riu, entre otros.

## Segunda época (1985-1993)
El 1985 se inició una nueva etapa, cuando esta fue adquirida por el Departamento de Política Territorial de la Generalidad, que decidió volverla a editar, pero como publicación cuatrimestral del Instituto Cartográfico de Cataluña. Ahora alcanzará todos los temas relacionados con la geografía y la cartografía, así como con la toponimia y las ciencias de la tierra. Su director será Carles Carreras Verdaguer y el consejo de redacción estaba formado inicialmente por los geógrafos Benjamín Sabiron, Enric Camps, Assumpta Lleonart, Jaume Massó, Joan Romeu e Isabel Ticó. El primer número de la segunda época apareció el mayo del 1985 y fue una publicación impresa en color. Hasta el mes de septiembre del 1993, se  publicaron veintiuno números. Durante la primera y la segunda época, del 1978 al 1993, los ISSNs de la revista fueron: ISSN 0210-6000 y e-ISSN 2385-4693. Hay que añadir que, casi en paralelo a esta nueva época de la revista, el diciembre de 1984, la Sociedad Catalana de Geografía, filial del Instituto de Estudios Catalanes (IEC), presidida entonces por los geógrafos Lluís Casassas y Salvador Llobet y Reverter, al quedarse sin revista, decide, en 1984, publicar una de nueva, como canal de difusión de las actividades de la SCG, que se puede considerar como heredera de la Revista Catalana de Geografía. Se trata de la revista "Trabajos de la Sociedad Catalana de Geografía". El primer número apareció en diciembre de 1984 y presentaba una periodicidad trimestral.

## Tercera época (1994-1996)
El año 1993 el ICC decide dar un impulso al contenido de la revista, que ahora aumentará los artículos de cartografía, geodesia y geología, que acabarán siendo predominantes. A raíz de este cambio de orientación, la revista pasó a denominarse Tierra. Revista Catalana de Geografía, Cartografía y Ciencias de la Tierra. Su director continuó siendo Carles Carreras, pero el consejo de redacción varió considerablemente integrando cartògrafs o geólogos como Ismael Colomina o David Serrat y Congost. Todo y el cambio de nombre, se conservó la numeración de la segunda época. El primer número de la tercera época fue el 22 (el abril del 1994) y el último, el 28 (el diciembre del 1996). En esta 3a época, en la cual la revista se publicó hasta 1996, sus ISSNs también cambian (ISSN 1134-461X y e-ISSN 2385-4707).

## Cuarta época (2007-)
El mayo de 2007 la Revista Catalana de Geografía (RCG), vuelve a ver la luz, iniciando la suya 4a época; esta vez, con apoyo digital, después de algo más de diez años que el 1996 dejó de aparecer. El nueve e-ISSN es 1988-2459. En el nuevo formato, la revista publicada por el Instituto Cartográfico y Geológico de Cataluña adopta el nombre de Revista Catalana de Geografía. Revista digital de geografía, cartografía y ciencias de la Tierra. Los artículos son archivados y a través de varios códigos (título, autor, tema) pueden ser consultados siempre. Desde el punto de vista lingüístico, los artículos además de publicarse preferentemente en catalán, se pueden publicar también en castellano, en inglés, en francés, en italiano o en portugués. En la nueva publicación digital los lectores pueden añadir comentarios a los artículos o a las informaciones que publican.